# Brachyhesma dedari
Brachyhesma dedari är en biart som beskrevs av Exley 1968. Brachyhesma dedari ingår i släktet Brachyhesma och familjen korttungebin. Inga underarter finns listade.

## Bildgalleri

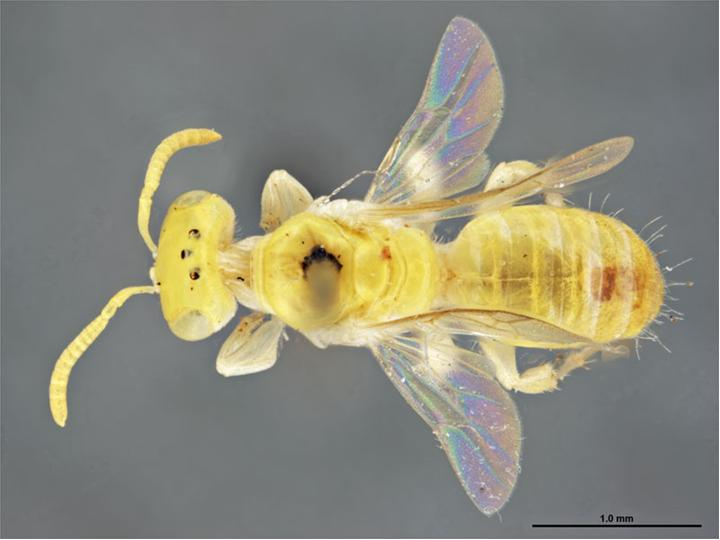